# ارتش همیشه‌پیروز
ارتش همیشه پیروز (به انگلیسی: Ever Victorious Army) نام ارتش امپراتوری چین در اواخر قرن نوزدهم بود. این ارتش به نفع دودمان چینگ بر علیه شورشیان در شورش تایپینگ جنگید.